# 斯泰尼奥·樊尚
斯泰尼奥·约瑟夫·樊尚（法語：Sténio Joseph Vincent，法語發音：[stenjo ʒozɛf vɛ̃sɑ̃]；1874年2月22日—1959年9月3日），海地總統，由1930年11月18日出任至1941年5月15日。

## 生平
他是穆拉托人，生於太子港。毕业于太子港的法律专科学校。当过律师、太子港市长和政府内政和公共工程部的部长。

## 總統生涯
1930年10月，海地人自1918年以來第一次選出國民議會，斯泰尼奥·樊尚当选總統。因激烈反對美國佔領海地的民族主義立埸使他得以競選總統職位。
從1915年至1934年，海地被美國海軍陸戰隊佔領。在1934年8月美國總統富蘭克林·羅斯福撤回了海軍陸戰隊，但美國仍維持控制该国的財政控制直到1941年，間接控制海地直到1947年，因与美国签署贷款协议，海地逐渐陷入债务危机。1935年全民公決延長他的任期，1941年修改憲法，使未來的總統會由民眾投票選舉產生。
1937年10月多明尼加共和國部隊和警察在邊境附近屠殺數以千計的海地工人，史称香菜大屠殺，而在各界爆發了抗議屠殺和反對樊尚的活動後，多米尼加共和国政府同意在1938年賠償被殺害的海地人的親屬。
1941年，樊尚宣布他打算下台，總統職位以和平方式轉移到他的後繼者埃利·莱斯科。
在1957年杜瓦利埃王朝政權建立后，他流亡美國，定居紐約，並於1959年去世。